# 이그나시오 카라스코
이그나시오 카라스코(Ignacio Carrasco)는 멕시코의 축구 선수로, 현재 코레카미노스 UAT에서 미드필더로 활동하고 있다.